# Spíler2 TV
A Spíler2 TV a TV2 Csoport férfiaknak szóló második csatornája, amely 2018. augusztus 11-én indult.
A csatorna hangja Turi Bálint.
A csatorna reklámidejét az Atmedia értékesíti.

## Története
A SZTNH (Szellemi Tulajdon Nemzeti Hivatalánál) 2016. május 12-én levédették a TV2 Sport 2 nevű csatornát, de a tervezett csatorna nevét elvetették (valószínűleg az AMC Networks Sport 2 csatornája nevéhez való hasonlóság miatt).
2018. február 14-én levédették a logót az SZTNH-nál (avagy a Szellemi Tulajdon Nemzeti Hivatala röviditése). 2018. március 1-én átneveztek a korábbi Spíler TV-t Spíler1 TV-re, ekkor már lehetett sejteni, hogy legalább még egy Spíler-csatorna indul. 2018. július végén jelentették be, hogy a csatorna 2018. augusztus 11-én indul. Levédették a Spíler3 TV logóját is, de annak indulását végül elvetették.
Az első adásra ezen a napon reggel 6:15-kor került sor, a LaLiga találkozókkal.
2022. március 16. óta a tartalmak visszanézése (illetve böngészése) kizárólag a TV2 Play Prémium platformon elérhető.
A csatorna indulása előtt a csatorna román médiajoghatósággal került, amely ezzel a román CNA-tól kapta a sugárzási engedélyt.
2022. december 14-én a Szellemi Tulajdon Nemzeti Hivatalánál levédették a TV2 Sport+ nevet, majd január 12-én a logót is levédették, de végül elvetették a névváltást.
2023. májusában bejelentették, hogy új logót és arculatot kapnak a Spíler csatornák, amely eredetileg az év szeptember 1-jén történt meg volna, de végül csak 3 nappal később (szeptember 4-én) történt meg.

## Műsorkínálat
- LaLiga első- és másodosztály (2018-2025)
- UEFA Nemzetek Ligája (2022-2028)
- FIFA Világbajnokság Selejtező (2022-2028)
- UEFA Európa Bajnokság Selejtező (2022-2028)
- Francia labdarúgókupa (2023-)
- Ligue 1 (2025-)

## Munkatársak
- Hetthéssy Zoltán (főszerkesztő)

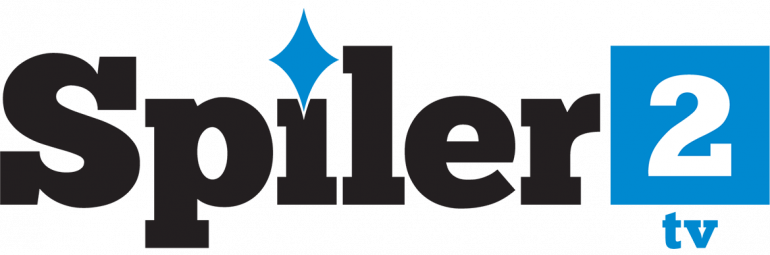
A csatorna akkori logója 2018. augusztus 11-e és 2023. szeptember 3-a között

- Matuz Krisztián (kommentátor, műsorvezető)
- Bognár Domokos (kommentátor, műsorvezető)
- Farkas Norbert (kommentátor)
- Lengyel Szabolcs (kommentátor, szerkesztő)
- B. Varga Ákos (kommentátor)
- Rencsevics Máté (kommentátor)
- Bíró Dávid (szakértő)
- Czvitkovics Péter (szakértő)
- Dr. Koppányi Gergely (szakértő)
- Farkas Balázs (szakértő)
- Smahulya Ádám (szakértő)
- Szabó Zsolt (szakértő)
- Szekeres Adrián (szakértő)
- Bencsik Róbert (szerkesztő)
- Vályi Bence (szerkesztő)
- Lissák Laura (műsorvezető)
- Egedi Gábor (tudósító)